# فأر علجومي
فأر علجومي (الاسم العلمي: Mus bufo) (بالإنجليزية: Toad Mouse)‏ هو نوع من الحيوانات يتبع جنس الفأر من الفصيلة الفأرية.